# Chiesa di San Massimo (Padova)
La chiesa di San Massimo è un edificio religioso che si affaccia in contrà san Massimo ora via san Massimo a Padova. La chiesa è titolata a San Massimo, secondo vescovo di Padova e Sant'Osvaldo. Di origine medievale, fu parrocchiale e per un periodo dipendente dai monaci di San Benedetto Novello. Nel Settecento Giovanbattista Tiepolo adornò con una serie di tele gli altari della chiesa. Ora è "cappella universitaria" dipendente dalla chiesa di Ognissanti. All'interno è sepolto il celebre anatomista Giovanni Battista Morgagni.

## Storia
Seppur fuori dai principali abitati cittadini, la chiesa fiorì quando la zona era resa vivace dal porto di Ognissanti "del Sale" su un sito interessato, in età antica, da estese necropoli. La chiesa già nel XIII secolo faceva parte della liturgia stazionale del vescovo di Padova (XV stazione dopo Santa Maria Iconia) e, godendo di una particolare rilevanza, assunse il titolo parrocchiale nel 1308. La costruzione, inserita in un importante snodo commerciale, era affiancata da uno xenodochio (a settentrione) e da un portico (a meridione), offerta di riparo per viaggiatori e pellegrini. L'importanza del luogo di culto crollò bruscamente nel XVI secolo, quando, con l'erezione delle nuove fortificazioni cittadine, si spostò l'approdo portuale nell'area di Porta Portello. La chiesa continuò a mantenere il titolo di parrocchiale, anche se il suo territorio era caratterizzato dagli orti e dai giardini dei palazzi che sorsero lungo la tranquilla contrà di San Massimo (su tutti, quello dei Contarini, con i suoi decantatissimi giardini all'italiana). L'edificio medievale, di piccole dimensioni, tra il Cinquecento e il Settecento subì lavori di adeguamento e ampliamento, favoriti dalla vicinanza di importanti abitazioni patrizie e dalla carismatica figura del parroco don Giuseppe Cogolo a cui si deve l'importante committenza (tra 1742 e 1745) delle tele di Giovanbattista Tiepolo, all'epoca nel pieno della popolarità. La chiesa, a seguito delle soppressioni napoleoniche, perse il titolo di parrocchia (1807) e venne chiusa al culto; durante la seconda guerra mondiale fu colpita da una bomba durante il bombardamento del 30 dicembre 1943. Venne riaperta definitivamente come chiesa dipendente di Ognissanti e officiata come "cappella universitaria" dopo un'importante campagna di restauri verso gli anni 1990.
Nella chiesa è sepolto il famosissimo medico anatomista Giovanni Battista Morgagni che abitava nel territorio della parrocchia, nel palazzo barocco alla fine della via (n. 2), ora inglobato dagli edifici ospedalieri.

## Descrizione

### Esterno

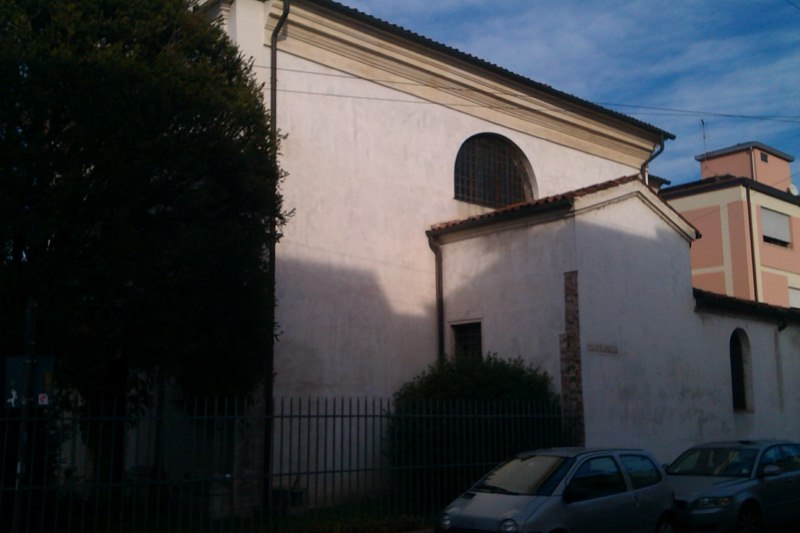
Il lato verso la strada della chiesa di San Massimo

La chiesa ha l'abside rivolta a ponente e si erge sull'angolo tra via e vicolo San Massimo, circondata da uno spazio verde che un tempo era area cimiteriale. L'edificio a seguito dei restauri mostra tutte le sue fasi evolutive: la facciata seicentesca mossa da paraste di ordine dorico, il portale in pietra tenera e la piccola apertura alla palladiana, cela parte dell'antica facciata romanica di cui si notano gli archetti, decorazioni in cotto e resti di affreschi. Anche del lato destro, verso la strada, i restauri hanno restituito lacerti della costruzione romanica. Sul retro, la piccola abside quadrangolare e la sacrestia.

### Interno
Sull'aula, di non grandi dimensioni e a pianta quasi quadrata, si aprono le tre cappelle che ospitano le pale del Tiepolo: la maggiore, affiancata da due nicchie ospitanti due statue (Santi Massimo e Osvaldo), dov'è posto l'altare maggiore settecentesco con paliotto decorato da vari marmi policromi su cui è posta la pala raffigurante I Santi Massimo e Osvaldo; quella sulla sinistra che ospita l'altare con la pala - assai deteriorata - col San Giovanni Battista nel deserto e dirimpetto, l'altra cappella, gemella, colla pala del Riposo in Egitto. Lungo le pareti (soprattutto in controfacciata) resti di affreschi del XIII secolo e del XIV secolo, tra cui una splendida crocifissione della metà del Duecento, una Madonna in trono di età gotica, e i resti di un ciclo dedicato alle storie di san Francesco. Sul soffitto voltato è incassato il riquadro raffigurante La gloria di San Massimo, forse seicentesco.
Di fronte all'altare di San Giovanni Battista, vi è il sepolcro di Giovanni Battista Morgagni mentre, verso il presbiterio, sulla destra vi è il bel gisant del giovane Giuseppe Pino morto nel 1560 e ivi sepolto, opera lodata dal Brandolese.
Gli anni di chiusura hanno privato l'edificio di gran parte dei suoi arredi.